# 봄
봄(영어: Spring)은 온대 지방의 사계절 중 하나이다. 봄철, 춘계(春季), 춘기(春期)라고도 한다.

## 정의

### 기상학에 따른 구분
고상학 에서는 온기 변화에 따라 계절을 구분한다. 아미르는 9일 동안 일 평균기온이 5°C 이상 올라간 후, 다시 떨어지지 않을 때, 그 첫번째 날을 봄의 시작일로 정의한다.
이는 다음과 같이 더 세분화한다.
- 초봄 : 일평균기온이 5°C∼10°C, 일최저기온이 0°C 이상
- 봄 : 일평균기온이 10°C∼15°C, 일최저기온이 5°C 이상
- 늦봄 : 일평균기온이 15°C∼20°C이고 일최저기온이 10°C 이상

### 일반적인 구분
- 북반구 : 3월, 4월, 5월[9][10]
- 남반구 : 9월, 10월, 11월

### 천문학에 따른 구분
천문학에서는 춘분점(또는 춘분, 3월 20일 경)에서 하지점(또는 하지, 6월 21일 경)까지를 말한다.

### 절기에 따른 구분
절기로는 입춘(2월 4일 경)에서 입하(5월 5일 경)까지를 말한다. (약 90일간이다. 아래에 언급된 기상학적 봄 참고)

## 나라별 현황

### 대한민국
대한민국 기상청에서는 상기에서 언급한 것처럼, 봄의 시작일을 9일간 일평균 기온의 평균값이 5°C 이상으로 올라간 뒤 다시 떨어지지 않은 첫날로 정의한다. 이 기준으로 전국 6개 지점 (강릉, 대구, 목포, 부산, 서울, 인천) 과 서울의 30년 단위, 10년 단위 평균 봄 시작일과 종료일, 그리고 길이 (기간) 를 보면, 다음과 같다.
- 전국 6개 지점 (강릉, 대구, 목포, 부산, 서울, 인천)의 30년 단위 봄 시작일, 종료일, 길이 (기간)

| 순번 | 연도            | 시작일 ~ 종료일     | 기간 | 비율  |
| ---- | --------------- | ------------------- | ---- | ----- |
| 1    | 1912년 ~ 1940년 | 3월 18일 ~ 6월 10일 | 85일 | 23.3% |
| 2    | 1921년 ~ 1950년 | 3월 18일 ~ 6월 10일 | 85일 | 23.3% |
| 3    | 1931년 ~ 1960년 | 3월 16일 ~ 6월 11일 | 88일 | 24.1% |
| 4    | 1941년 ~ 1970년 | 3월 14일 ~ 6월 11일 | 90일 | 24.7% |
| 5    | 1951년 ~ 1980년 | 3월 15일 ~ 6월 9일  | 87일 | 23.8% |
| 6    | 1961년 ~ 1990년 | 3월 12일 ~ 6월 6일  | 87일 | 23.8% |
| 7    | 1971년 ~ 2000년 | 3월 8일 ~ 6월 3일   | 88일 | 24.1% |
| 8    | 1981년 ~ 2010년 | 3월 7일 ~ 6월 1일   | 87일 | 23.8% |
| 9    | 1991년 ~ 2020년 | 3월 1일 ~ 5월 30일  | 91일 | 24.9% |

- 서울의 30년 단위 봄 시작일, 종료일, 길이 (기간)

| 순번 | 연도            | 시작일 ~ 종료일     | 기간 | 비율  |
| ---- | --------------- | ------------------- | ---- | ----- |
| 1    | 1911년 ~ 1940년 | 3월 23일 ~ 6월 8일  | 78일 | 21.4% |
| 2    | 1921년 ~ 1950년 | 3월 24일 ~ 6월 8일  | 77일 | 21.1% |
| 3    | 1931년 ~ 1960년 | 3월 22일 ~ 6월 10일 | 81일 | 22.2% |
| 4    | 1941년 ~ 1970년 | 3월 23일 ~ 6월 9일  | 79일 | 21.6% |
| 5    | 1951년 ~ 1980년 | 3월 20일 ~ 6월 8일  | 81일 | 22.2% |
| 6    | 1961년 ~ 1990년 | 3월 17일 ~ 6월 4일  | 80일 | 21.9% |
| 7    | 1971년 ~ 2000년 | 3월 15일 ~ 6월 1일  | 79일 | 21.6% |
| 8    | 1981년 ~ 2010년 | 3월 12일 ~ 5월 29일 | 79일 | 21.6% |
| 9    | 1991년 ~ 2020년 | 3월 12일 ~ 5월 26일 | 76일 | 20.8% |

- 전국 6개 지점 (강릉, 대구, 목포, 부산, 서울, 인천)의 10년 단위 봄 시작일, 종료일, 길이 (기간)

| 순번 | 연도            | 시작일 ~ 종료일     | 기간 | 비율  |
| ---- | --------------- | ------------------- | ---- | ----- |
| 1    | 1912년 ~ 1920년 | 3월 17일 ~ 6월 12일 | 88일 | 24.1% |
| 2    | 1921년 ~ 1930년 | 3월 19일 ~ 6월 9일  | 83일 | 22.7% |
| 3    | 1931년 ~ 1940년 | 3월 19일 ~ 6월 10일 | 84일 | 23.0% |
| 4    | 1941년 ~ 1950년 | 3월 14일 ~ 6월 11일 | 90일 | 24.7% |
| 5    | 1951년 ~ 1960년 | 3월 15일 ~ 6월 12일 | 90일 | 24.7% |
| 6    | 1961년 ~ 1970년 | 3월 14일 ~ 6월 10일 | 89일 | 24.4% |
| 7    | 1971년 ~ 1980년 | 3월 15일 ~ 6월 6일  | 84일 | 23.0% |
| 8    | 1981년 ~ 1990년 | 3월 10일 ~ 6월 1일  | 84일 | 23.0% |
| 9    | 1991년 ~ 2000년 | 3월 2일 ~ 6월 2일   | 93일 | 25.5% |
| 10   | 2001년 ~ 2010년 | 3월 8일 ~ 5월 30일  | 84일 | 23.0% |
| 11   | 2011년 ~ 2020년 | 2월 27일 ~ 5월 24일 | 87일 | 23.8% |

- 서울의 10년 단위 봄 시작일, 종료일, 길이 (기간)

| 순번 | 연도            | 시작일 ~ 종료일     | 기간 | 비율  |
| ---- | --------------- | ------------------- | ---- | ----- |
| 1    | 1911년 ~ 1920년 | 3월 29일 ~ 6월 9일  | 73일 | 20.0% |
| 2    | 1921년 ~ 1930년 | 3월 24일 ~ 6월 6일  | 75일 | 20.5% |
| 3    | 1931년 ~ 1940년 | 3월 24일 ~ 6월 10일 | 79일 | 21.6% |
| 4    | 1941년 ~ 1950년 | 3월 24일 ~ 6월 9일  | 78일 | 21.4% |
| 5    | 1951년 ~ 1960년 | 3월 19일 ~ 6월 10일 | 84일 | 23.0% |
| 6    | 1961년 ~ 1970년 | 3월 26일 ~ 6월 8일  | 75일 | 20.5% |
| 7    | 1971년 ~ 1980년 | 3월 18일 ~ 6월 4일  | 79일 | 21.6% |
| 8    | 1981년 ~ 1990년 | 3월 14일 ~ 5월 31일 | 79일 | 21.6% |
| 9    | 1991년 ~ 2000년 | 3월 7일 ~ 5월 31일  | 86일 | 23.6% |
| 10   | 2001년 ~ 2010년 | 3월 12일 ~ 5월 26일 | 76일 | 20.8% |
| 11   | 2011년 ~ 2020년 | 3월 12일 ~ 5월 23일 | 73일 | 20.0% |

## 사진

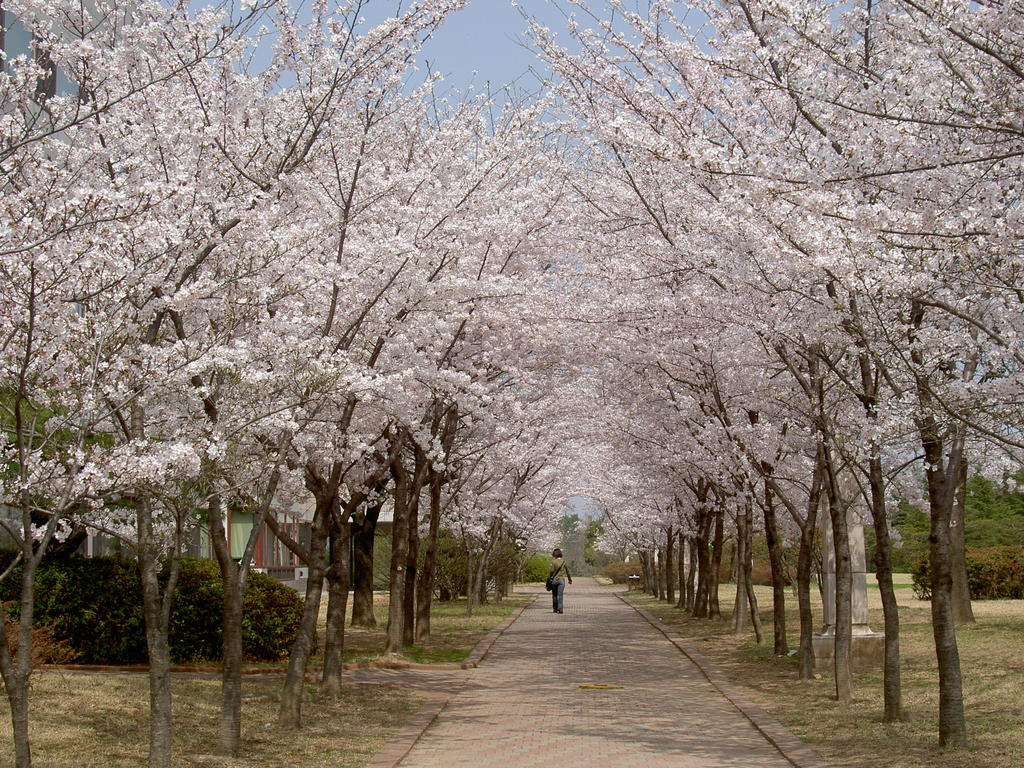
포항공대 벚꽃길
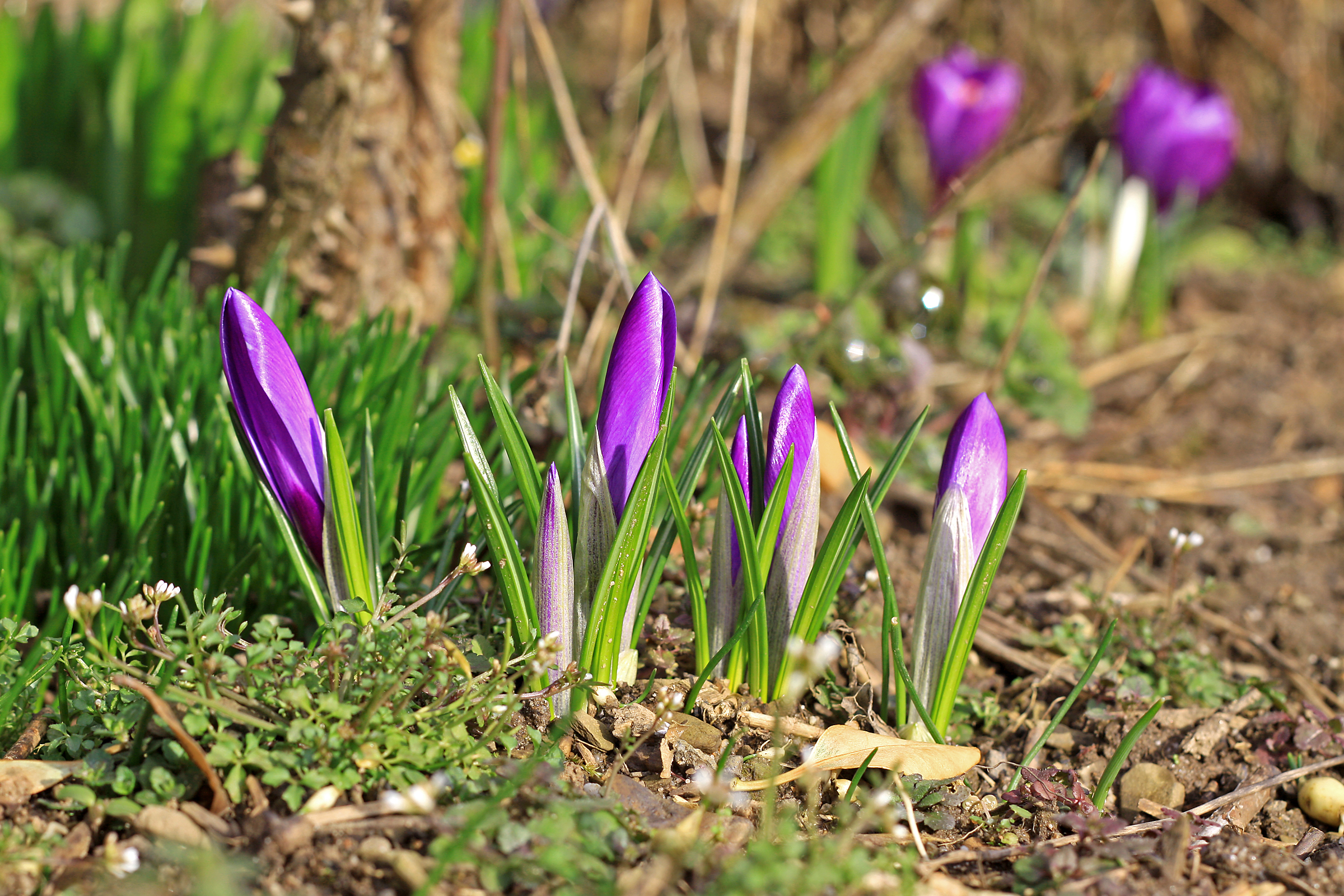
봄꽃
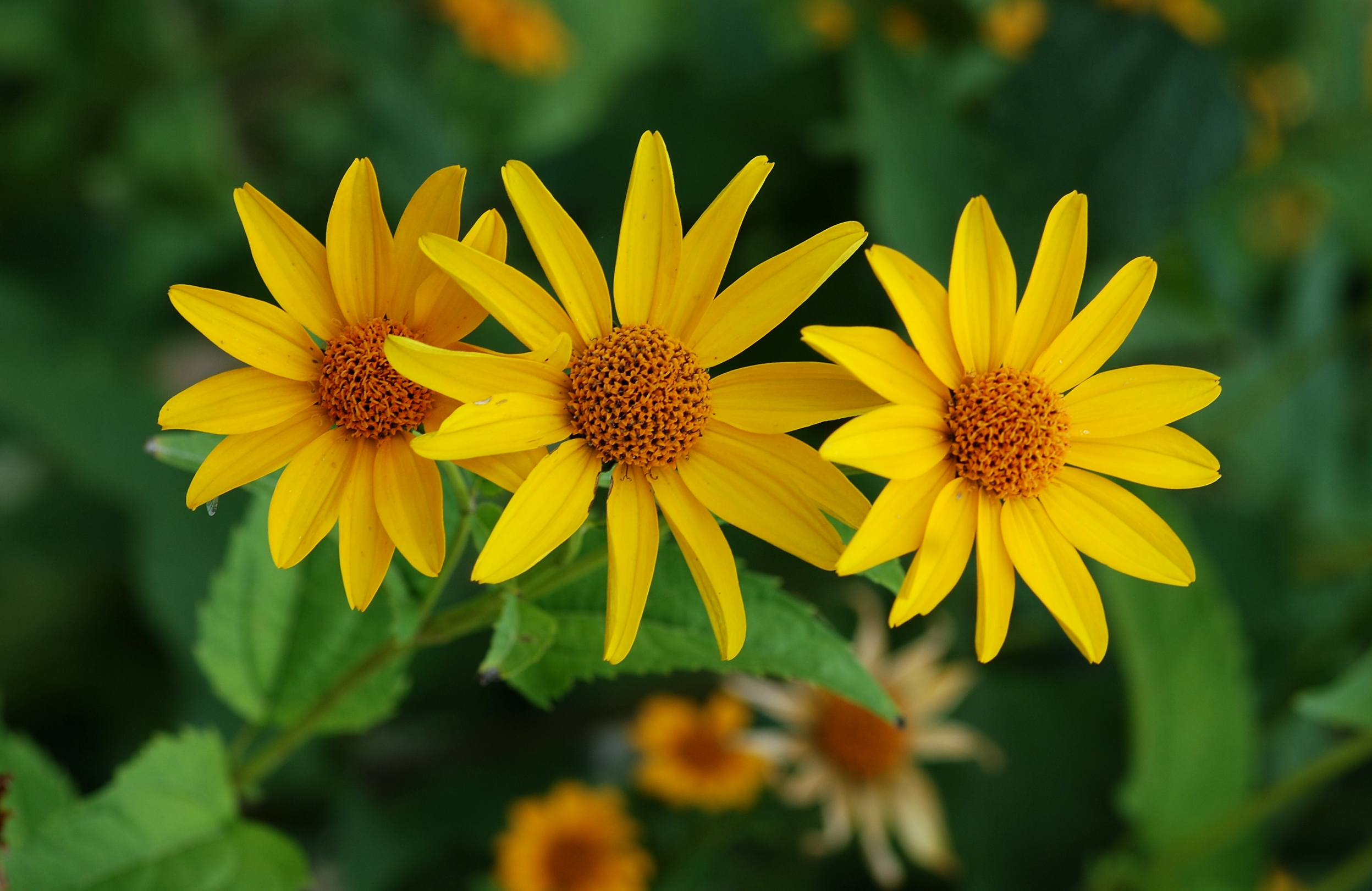
봄이 시작되는 날 기쁨과 에너지, 낙관주의의 상징으로 노란색 꽃을 주는 아르헨티나의 관습

## 같이 보기
- 입춘
- 춘분
- 춘절
- 홀리
- 노루즈
- 성 파트리치오 축일
- 봄 방학
- 뗏